# Konstantyn Szkocki
Konstantyn Szkocki (ur. ok. 520, zm. ok. 598) – święty Kościoła katolickiego, pierwszy męczennik i apostoł Szkocji, król brytyjsko-celtyckiego Królestwa Dumnonii.
Konstantyn Szkocki w Martyrologiach irlandzkich i szkockich opisywany jest jako król Dumonii, zaś według innych źródeł Szkocji.  Przypuszczalnie władzę przejął po śmierci ojca w 537 roku. Przez współczesnego mu historyka Gildasa władzę sprawował dopuszczając się zbrodni zabójstwa, profanacji świątyń i samowolnie rozwiódł się z żoną.
W 587 r. na skutek przemiany duchowej abdykował na rzecz swego syna i podjął pokutę wstępując do irlandzkiego klasztoru w Offaly. Oddał się ascezie i studiom Pisma Świętego. Jego żarliwość i cnotliwość została zauważona przez przełożonych i dostąpił przywileju uzyskania sakramentu święceń kapłańskich. Został wysłany na misje ewangelizacyjne do Szkocji gdzie był uczniem Kentigerna i działał pod opieką późniejszego świętego Kolumba. Wybrano go opatem klasztoru na terenie regionu Galloway, a także pierwszym opatem klasztoru, który założył w Govan. Zginął śmiercią męczeńską z ręki fanatycznych pogan, w trakcie głoszenia Ewangelii.
Wymieniany w Kalendarzach liturgicznych 11 marca w Szkocji, także 9 marca w Walii oraz 13 tegoż miesiąca w Irlandii i w tych dniach Kościół katolicki obchodzi wspomnienie liturgiczne świętego.

## Znaczenie
Jego życie jest przykładem siły oddziaływania Ewangelii na życie człowieka i możliwości przemiany jakie przynosi nawrócenie.